# Mariolaemus livens
Mariolaemus livens là một loài bọ cánh cứng trong họ Laemophloeidae. Loài này được Grouvelle năm Alluad & Jeannell miêu tả khoa học năm 1928.